# Botswanas fotbollsförbund
Botswanas fotbollsförbund, officiellt Botswana Football Association, är ett specialidrottsförbund som organiserar fotbollen i Botswana.
Förbundet grundades 1966 och gick med i Caf 1976. De anslöt sig till Fifa år 1978. Botswanas fotbollsförbund har sitt huvudkontor i staden Gaborone.